# Сахліс ангелозі
Сахліс ангелозі («ангел дому»; груз. სახლის ანგელოზი) — в грузинській нижчій міфології — дух дому.
Вважалося, що сахліс ангелозі протегував сім'ї і охороняв подружні стосунки. Сварка між членами родини приписувалася його гніву. В цьому випадку духу приносили в жертву вівцю або порося, кропили кров'ю жертовної тварини двері та стіни будинку.